# 了不起的盖茨比 (歌剧)
《了不起的盖茨比》（英語：The Great Gatsby）由美国作曲家哈比森作曲，取材于美国作家弗朗西斯·斯科特·菲茨杰拉德的同名小说《了不起的盖茨比》。1999年12月20日，于纽约大都会歌剧院首演。

## 作品背景
受纽约大都会歌剧院委托，为纪念詹姆斯·列文（James Levine）初次登台25周年而作的这部歌剧共两幕，作曲与脚本都由哈滨逊独自完成。
小说所描述的那个年代充斥着收音机、舞池乐队、汽车喇叭、爵士乐等等，哈滨逊用音乐将原著中这个发生在二十世纪二十年代的故事表现的淋漓尽致。最精彩的是那些人物性格，东部与西部的差异所导致的对于金钱的欲望，以及理想化的爱情，无可避免的变数，到失去希望，周围是一片冷漠。作曲家认为他所赋予人物的音乐使他们有所改变，体现出同情的一面，他们所说的变得简单，复杂的是他们说的方式。

## 剧情大纲

### 第一幕
股票经纪人尼克·卡洛威（Nick Carraway，男中音）住在长岛（Long Island）的西艾格（West Egg），这日他到东艾格（East Egg，与西艾格当中隔了一个小海湾）的富豪区去看他从中西部来的远房表妹黛西·布奇南（Daisy Buchanan，女高音）和她富有的运动员丈夫汤姆（Tom，男高音）。在他们豪华的别墅中还有一位客人，黛西的好朋友职业高尔夫运动员乔丹·贝克（Jordan Baker，次女高音）小姐。黛西将乔介绍给尼克，试图拉拢他们。乔丹问起了尼克的邻居盖茨比（Jay Gatsby，男高音），听到这个名字，黛西感到紧张。他们的谈话被汤姆关于当代文明正在退步的理论打断，这时电话铃响起来，汤姆跑去接电话，黛西不悦的一道离开。听到他们在里面争执，乔丹告诉尼克，汤姆在纽约有个情妇。不久，夫妻俩回到客厅，汤姆邀请乔丹去看看他新运来的小马。他们走后，黛西低声的告诉尼克自己并不快乐，讲到自己现在变得饱经世故，似乎看透了一切，她思念起过去在家乡路易斯维尔（Louisville，美国南部肯塔基州的城市）无忧无虑天真的少女时期。从马房回来，乔丹念着《星期六晚邮报》，电话铃又响起来。
纽约与西艾格之间，一个灰尘四溢的地方—灰烬谷（Valley of Ashes），通常火车会在这里停上一两分钟。汤姆硬拉着尼克到附近去见他的情妇米特尔（Myrtle，次女高音），这个粗俗的女人与她的丈夫乔治威尔逊（George Wilson，男低音）经营着一个破败的汽车修理铺。汤姆差威尔逊去办件事，并乘机与米特尔亲热，两个人随着录音机里播放的音乐跳舞。威尔逊太太不知羞耻的向尼克描述她与汤姆的初次相遇，这令尼克很尴尬。坚持要询问黛西情况的米特尔激怒了汤姆，他揍了她两拳，血从她的鼻子里流出来，尼克将汤姆拉走。
旁晚，盖茨比站在自己华宅的庭院里，远处海湾对面黛西家的码头上亮着一盏绿色的小灯，他紧紧的盯着那微弱的光，浑身颤抖。后面的房子里传出喧闹声，仆人们在大厅中贯穿递送着精美的高级酒食，乐队不知疲倦的演奏，客人不断涌入。尼克正与乔丹跳舞，她是他在这个聚会中唯一认识的人，他们谈论起从未谋面的神秘主人，据说这个人每个星期都要举办这种大规模的聚会。乔丹离开后，尼克开始与坐在他旁边的人聊天，并发现两个人曾参加了同一场战争，而且这个人正是聚会的主人盖茨比。当盖茨比走开去接一个电话，乔丹回来。一个生意人，梅耶·沃尔夫西恩（Meyer Wolfshiem）来找盖茨比，他说他们在费城（Philadelphia）和底特律（Detroit）的投机生意有点麻烦，需要一大笔现金周转，他们在书房里解决完这件事，梅耶立刻离开。晚会快结束的时候，盖茨比找到尼克，他请尼克帮一个忙，为他和黛西安排一次见面。
尼克在他的小屋里安排邻居与黛西见面，那两个人的往事乔丹已经告诉他，五年前在路易斯维尔，虽然父母反对，黛西还是与盖茨比相爱了，可是在盖茨比入伍参加第一次世界大战的期间，黛西却嫁给了汤姆。盖茨比与黛西先后到来，尼克退出房间让他们单独相处，两个人都十分紧张，一开始彼此沉默。盖茨比对黛西表示，无论如何她自始至终都是他心中的挚爱，他没有忘记过她片刻，两人站在窗边欣赏盖茨比豪华的房子，他开始计划他们的将来，并邀请黛西参观他的家。

### 第二幕
盖茨比的另一次聚会，布奇南夫妇到来，汤姆被介绍给盖茨比。当乐队开始演奏，盖茨比邀请黛西跳舞，看见尼克，盖茨比停下来过去打招呼，而黛西请他留住自己的丈夫，好令她与盖茨比能够单独相处。虽然尼克警告过盖茨比不要沉迷与过去，但他还是不顾一切的想要得回黛西。这个时候汤姆正在人群中寻找妻子，他起了疑心。客人中流传着各种对于盖茨比的谣言，人们谈论着他的巨额财产和他不为人知的事业。当汤姆找到盖茨比和黛西，他邀请盖茨比下个星期天到家做客。
一个炎热的下午，布奇南家，黛西与乔丹身穿白衣坐在窗台前听收音机，尼克跟盖茨比很紧张，看到妻子与盖茨比亲密的交谈令汤姆感到愤怒。黛西建议大家进城去避暑，汤姆说他想开盖茨比那辆黄色的汽车，黛西决定与盖茨比两个人坐自己的蓝色跑车，无奈的汤姆将气发在乔丹与尼克的身上。
五个人在帕拉兹旅馆（Plaza Hotel）租了一个房间，楼下正在举行婚礼，戴西想起了自己在路易斯维尔的婚礼。汤姆不断向盖茨比挑衅，看上去黛西似乎站在他对手的一边。汤姆不相信黛西对自己没有一点爱情，他们几年的夫妻生活中那些无法忘记的事件将他们牢牢地绑在一起，他逼她做个选择。黛西犹豫了，她要求回家，盖茨比开自己的黄色大车送她。
那个晚上，在威尔逊的修理铺，米特尔看着窗外的马路，她很想汤姆。她丈夫在一旁修车，两个人对他们的婚姻都有一种受骗的感觉，在这破败的，到处是灰的地方，有什么是能够长久的呢？下午的时候米特尔曾看见汤姆开一辆黄色的车经过，现在她又看到这辆车，便飞奔出去，而车子却没有停的意思，将米特尔撞倒。汤姆、尼克和乔丹在回长岛的路上得知米特尔被一辆肇事后逃跑的车子撞死，悲伤的威尔逊发誓要找出这辆车子的主人。
第二天清晨，搬运工从盖茨比的房子里搬出家具。尼克和乔丹来找盖茨比，她发现这个像梦境般的地方就要失落了。盖茨比告诉尼克，那启事故发生的时候，开车的并不是他，而是黛西。在盖茨比的心中无法忘记记忆中的戴西，想要带黛西远走高飞，他遥望着远处黛西家的码头，等待作为信号的灯光。这时威尔逊出现，他深信盖茨比就是杀该他妻子的凶手，毫不犹豫的朝盖茨比开枪。
葬礼前，尼克与乔丹在盖茨比的房子里相遇，那么多的事情发生，他们决定结束两人之间这段不冷不热的感情，乔丹先行离开。盖茨比的合伙人梅耶进来，他到处搜查，确定没有留下什么对他不利的文件后，也不参加葬礼就匆忙的走了。接着，盖茨比的父亲到来，这个简朴的老人并不了解自己的儿子，他惊讶得看着这座豪华的巨宅，拿出盖茨比年轻时候为自己定下的每日进步计划书给尼克看。一些过去来参加聚会的人发现没有聚会便走了，葬礼只有盖茨比的父亲与尼克参加。或者，还有对岸码头上一缕摇逸的灯光。